# Huw Merriman

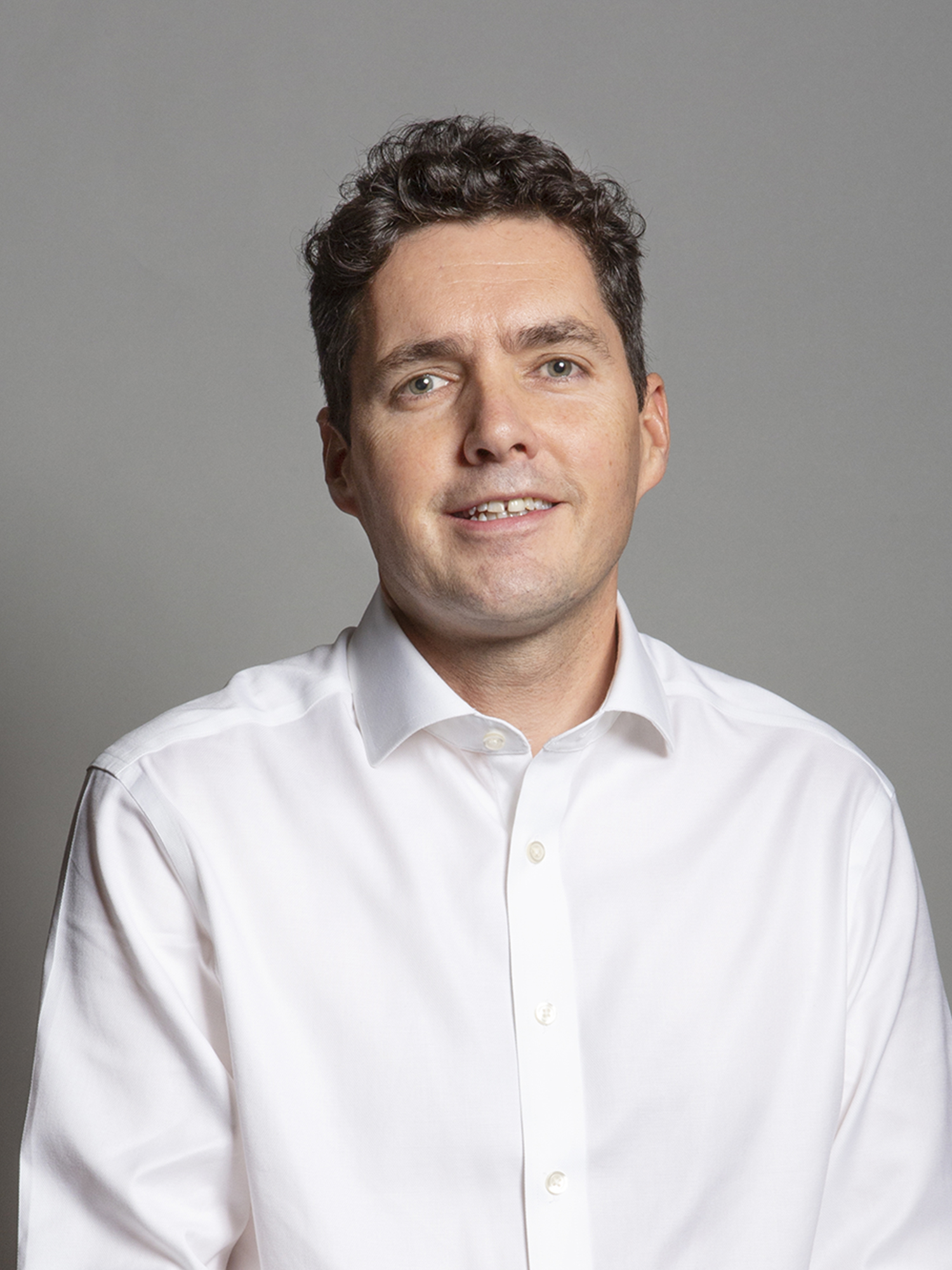
Huw Merriman

Huw William Merriman (* 13. Juli 1973) ist ein britischer Politiker, der seit den Parlamentswahlen 2015 Abgeordneter für den Wahlkreis Bexhill and Battle in East Sussex ist. Er gehört der Conservative Party an und ist seit Oktober 2022 Staatssekretär für Bahn und HS2. Zuvor war er von Januar 2020 bis Oktober 2022 Vorsitzender des Sonderausschusses für Verkehr.

## Politische Karriere
Huw Merriman war vor seiner parlamentarischen Laufbahn Anwalt und Gemeinderatsmitglied. Er zog 2006 nach East Sussex und wurde 2007 für Rotherfield in den Bezirksrat des Wealden Distriktes von East Sussex gewählt und 2011 wiedergewählt. Merriman kandidierte bei den Parlamentswahlen 2010 für die Konservativen in North East Derbyshire. Er belegte den zweiten Platz hinter der amtierenden Labour-Abgeordneten Natascha Engel.
Merriman wurde im November 2014 als zukünftiger Parlamentskandidat (PPC) für Bexhill und Battle ausgewählt. Zu den anderen Bewerbern für den Sitz gehörten die künftigen Abgeordneten und Minister Suella Braverman (früher: Fernandes) und James Cleverly. Er gewann den Sitz bei den Parlamentswahlen 2015 mit 30.245 Stimmen und einer Mehrheit von 20.075 (36,4 %). Während der Legislaturperiode 2015–2017 war er Mitglied des Verfahrensausschusses. Von Juli 2017 bis August 2018 war er parlamentarischer Privatsekretär (PPS) im Ministerium für Arbeit und Renten. Merriman wurde zum PPS des damaligen Finanzministers Philip Hammond ernannt.
Beim Referendum über die EU-Mitgliedschaft des Vereinigten Königreichs 2016 unterstützte er den Verbleib des Vereinigten Königreichs in der Europäischen Union (EU). Merriman stimmte Anfang 2019 für das Brexit-Austrittsabkommen der damaligen Premierministerin Theresa May. Bei den indikativen Abstimmungen am 27. März stimmte er für ein Referendum über das Brexit-Austrittsabkommen.
Merriman unterstützte Jeremy Hunt bei der Wahl zum Parteivorsitzenden der Konservativen Partei (Conservative Party) 2019. Er stimmte im Oktober 2019 für das Brexit-Austrittsabkommen von Premierminister Boris Johnson.
Merriman war von Januar 2020 bis Oktober 2022 Vorsitzender des Parlamentarischen Ausschusses für Verkehr. Zuvor war er ab September 2017 Mitglied des Ausschusses und zwischen Mai 2020 und Oktober 2022 auch Mitglied des Liaison Committee des Parlaments. Im Oktober 2022 wurde Merriman zum Staatssekretär für „Bahn und HS2“ ernannt.